# Bonobo (muzyk)

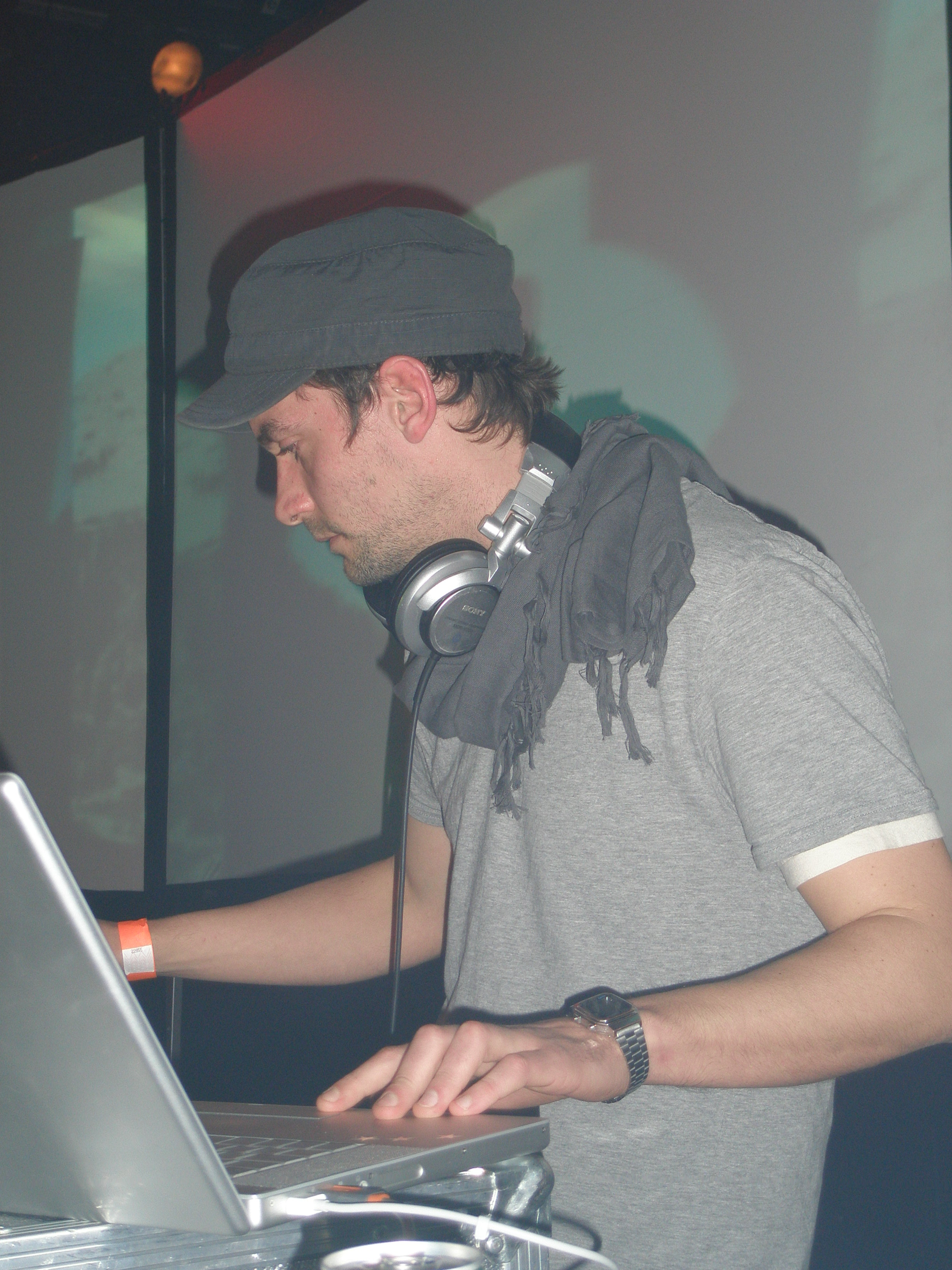
Bonobo w Londynie, 2008 rok.

Bonobo właśc. Simon Green (ur. 30 marca 1976 w Brighton) – angielski producent, kompozytor, muzyk i DJ.
W wieku 18 lat przeniósł się do Brighton, gdzie wydał swój debiutancki album Animal Magic w wytwórni Tru Thoughts w 2000 roku. Dzięki temu albumowi (który sam wyprodukował), został uznany przez prasę za jednego z „nowych pionierów downtempo”.
W 2001 Bonobo zdecydował się przejść do Ninja Tune. W 2003, po jednym albumie remiksów wydanym jeszcze przez Tru Thoughts w 2002, wydał Dial ’M’ For Monkey. 2 października 2006 został wydany album Days to Come. Pierwszy singel z tego albumu, „Nightlite”, (feat. Bajka), został wprowadzony na rynek 14 sierpnia tego samego roku. W 2007 jego utwór „Ketto” został wykorzystany w reklamie Citroëna C4 Picasso.
Album The North Borders, promowany dostępnym za darmo singlem pt. „Cirrus”, ukazał się na początku kwietnia 2013. Bonobo wystąpił w ramach trasy koncertowej promującej The North Borders w Warszawie, Krakowie i Poznaniu w dniach 14–16 czerwca 2013 roku.

## Dyskografia
Albumy
Opracowano na podstawie materiału źródłowego.
- Animal Magic (2000, Tru Thoughts; 2001, Ninja Tune)
- One Offs... Remixes & B-Sides (2002, Tru Thoughts)
- Dial ’M’ For Monkey (2003, Ninja Tune)
- Days to Come (2006, Ninja Tune)
- Live at Koko (2009, Ninja Tune)
- Black Sands (2010, Ninja Tune)
- Black Sands Remixed (2012, Ninja Tune)
- The North Borders (2013, Ninja Tune)
- Late Night Tales: Bonobo (2013, Ninja Tune)
- The North Borders Tour – Live (2014, Ninja Tune)
- Migration (13th January 2017, Ninja Tune)[1]
- Fragments (2022, Ninja Tune)

Single
Opracowano na podstawie materiału źródłowego.
- Scuba (2000, Fly Casual)
- Terrapin (2000, Tru Thoughts)
- Silver (2000, Tru Thoughts)
- The Shark (2000, Tru Thoughts)
- Kota (2002, Tru Thoughts)
- Pick Up (2003, Ninja Tune)
- Flutter (2003, Ninja Tune)
- Live Sessions (2005, Ninja Tune)
- Nightlite / If You Stayed Over (2006, Ninja Tune)
- Nightlite (Zero dB Reconstruction) / Bonobo Remixes (2006, Ninja Tune)
- Between The Lines / Recurring Remixes (2009, Ninja Tune)
- The Keeper (feat. Andreya Triana) (2009, Ninja Tune)
- Cirrus (2013, Ninja Tune)
- First Fires (feat. Grey Reverend) (2013, Ninja Tune)
- Ten Tigers (2014, Ninja Tune)
- The Flashlight (2014, Ninja Tune)
- Kerala (2016, Ninja Tune)
- Linked (2019, Ninja Tune)
- Ibrik (2019, Fabric)
- Heartbreak (feat. Totally Enormous Extinct Dinosaurs) (2020, OUTLIER)
- Fold (feat. Jacques Greene) (2023, OUTLIER)